# Doljanka
Doljanka je rijeka u sjevernoj Hercegovini, desna pritoka Neretve. 
Dužina joj je 18 km. Nastaje od izvora razbijenog tipa ispod krajnjih sjeveroistočnih padina Vran planine na nadmorskoj visini od 1324 m. Doljanka se ulijeva u Neretvu kod Jablanice na nadmorskoj visini od 300 m. Površina sliva Doljanke obuhvaća područje između planine Baćine na sjeveru i Čvrsnice na jugu i iznosi 69 km2. Prima mali broj pritoka (Bijeli potok, Trn, Loznik i Cvitan), tako da vodu uglavnom dobiva od podzemnih krških voda.
Izgradnjom mini hidroelektrana na rijeci Doljanci trajno je narušen njen izgled i bogat ekosistem. Brojni aktivisti su se protivili izgradnji hidroelektrana navodeći da su prekršeni zakoni i procedure.